# Villel (kommunhuvudort)
Villel är en kommunhuvudort i Spanien.   Den ligger i provinsen Provincia de Teruel och regionen Aragonien, i den östra delen av landet, 210 km öster om huvudstaden Madrid. Villel ligger 824 meter över havet och antalet invånare är 361.
Terrängen runt Villel är kuperad åt sydväst, men åt nordost är den platt. Villel ligger nere i en dal. Runt Villel är det mycket glesbefolkat, med 4 invånare per kvadratkilometer. Närmaste större samhälle är Teruel, 14,0 km nordost om Villel. 